# Augustin Lippi
Augustin Lippi (* 1678 in Paris; † 10. November 1705 in Sennar) war ein französischer Arzt und Botaniker italienischer Abstammung.

## Leben und Wirken
Augustin Lippi wurde 1678 in Paris geboren. Seine Eltern stammten aus dem italienischen Ort Lucca. Er studierte an der Universität Paris Medizin und sammelte in Ägypten Pflanzen.
1703 plante der französische König Ludwig XIV. mit dem Königreich Äthiopien Handelsbeziehungen zu knüpfen und die missionarischen Tätigkeiten wieder aufzunehmen. Dazu sollte eine Delegation zum äthiopischen Negus Iyasu I. reisen. Der zunächst beauftragte französische Konsul in Kairo Benoît de Maillet schreckte vor den Schwierigkeiten und Gefahren der Reise zurück und schlug seinerseits den Vizekonsul von Damiette Le Noir Du Roule (1665?–1705) vor, um die Reise durchzuführen.
Trotz der Anfeindungen gegen die Mission durch die Jesuiten, die Franziskaner und den koptischen Patriarchen brach am 9. Juli 1704 eine kleine Gruppe, unter der sich auch Augustin Lippi befand, von Kairo auf.
Der Weg führte sie entlang des Nils zunächst zur Stadt Asyut. Am 3. Oktober erreichten die Gruppe Selfma und dreizehn Tage später kam sie in Moshi an, wo ein längerer Aufenthalt eingelegt wurde.
Ende Mai 1705 erreichte die Delegation das am Blauen Nil gelegene Sennar im von Badi III. regierten Sultanat von Sannar. Hier verzögerte sich die Weiterreise immer wieder. Am 10. November 1705 wurde die sechsköpfige Reisegesellschaft auf einem Platz in Sennar überfallen und ermordet. Nur einer der Europäer überlebte.

## Dedikationsnamen
William Houstoun benannte ihm zu Ehren die Gattung Lippia der Pflanzenfamilie der Eisenkrautgewächse (Verbenaceae). Carl von Linné übernahm später diesen Namen.

## Werke
- Quaestio Medica: An ab ovo conceptus hominis? Paris, 1698
- Quaestio Medica: An cometa morborum proenuntius. Paris, 1699
- Quaestio Medica: An scorbutus aegritudo nova. Paris, 1699